# Kontroler (informatyka)

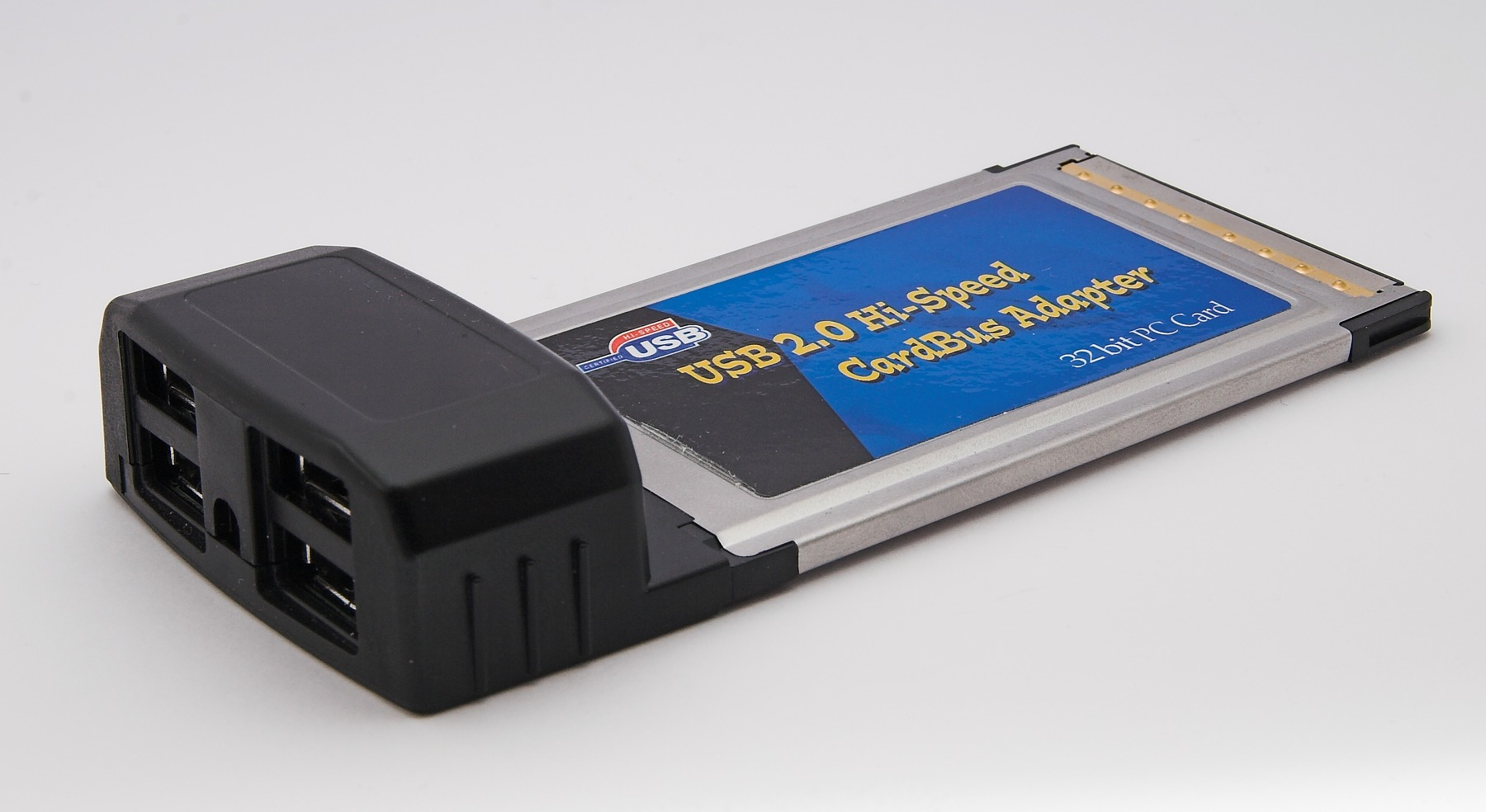
Kontroler USB na złączu PCMCIA

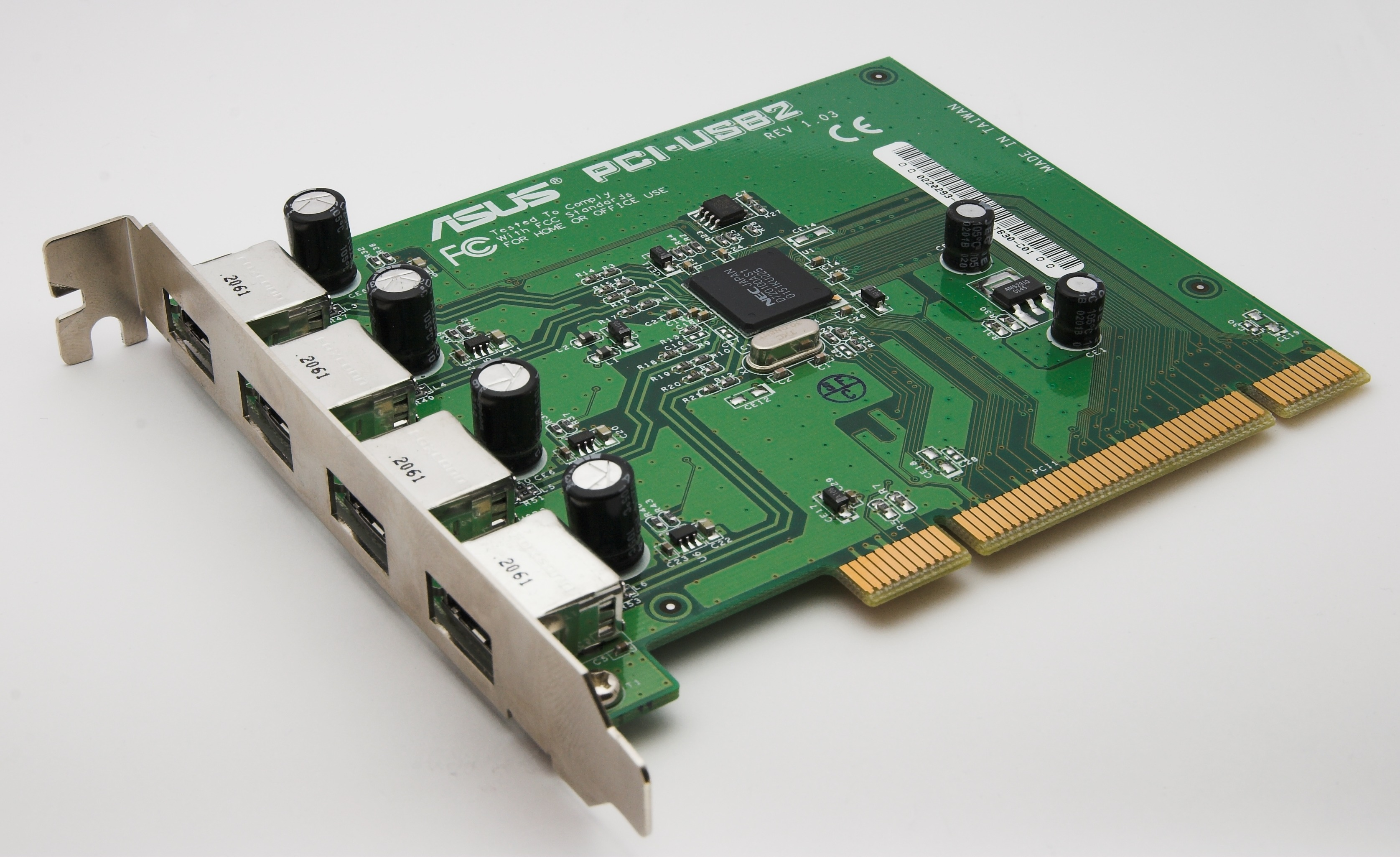
Kontroler USB firmy Asus na złączu PCI-X

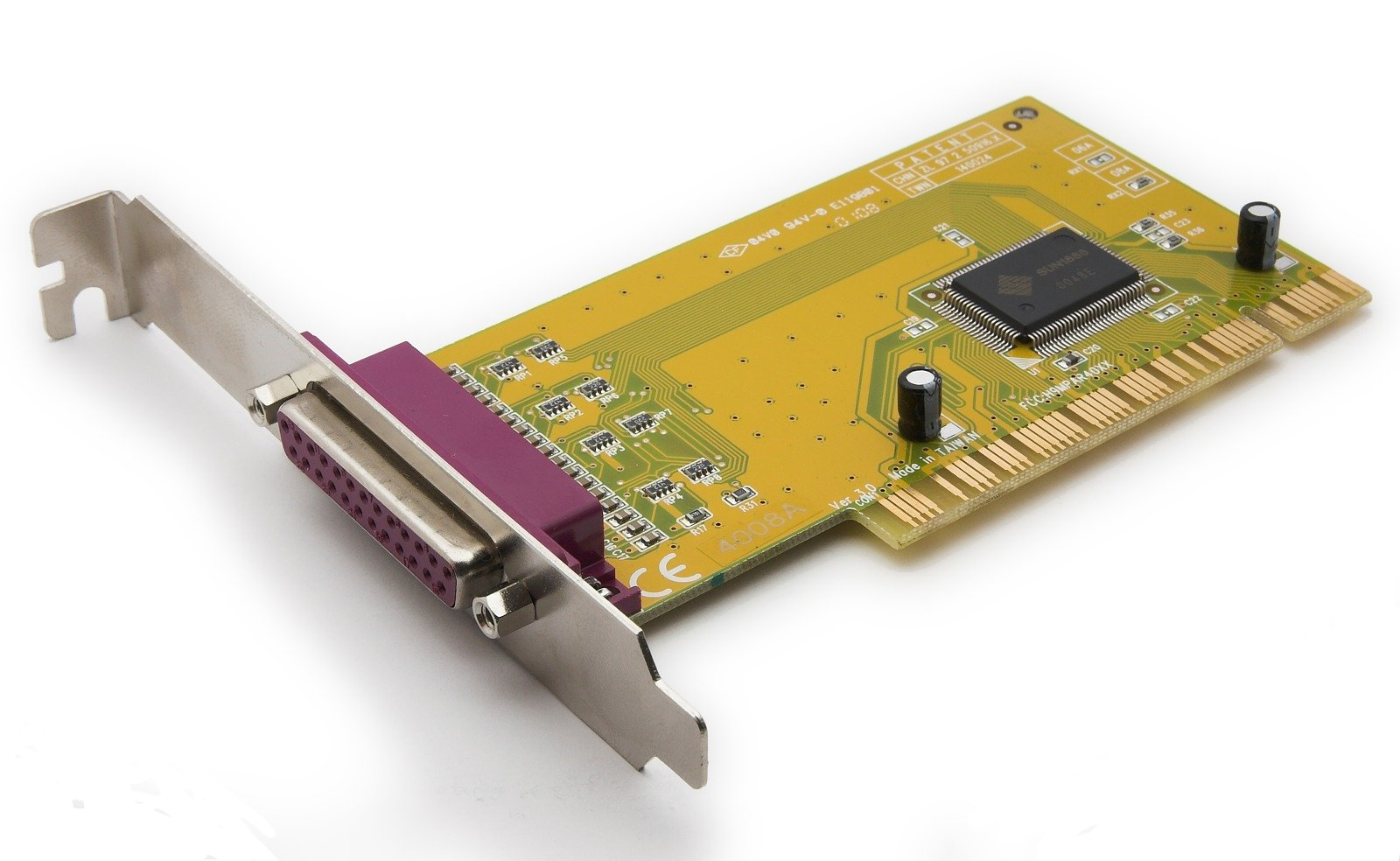
Kontroler portu Centronics na złączu PCI

W informatyce określenie kontroler odnosi się do wielu znaczeń. Wspólnym ich mianownikiem jest funkcja sterowania (kontrolowania) elementem lub zespołem elementów systemu komputerowego, najczęściej na potrzeby układu głównego jakim jest procesor. Kontroler jest więc łącznikiem (interfejsem) pomiędzy centralną częścią komputera a jego peryferiami. Najczęściej spotykane określenia „kontroler” odnoszą się do następujących elementów:
- Elementy wewnętrzne komputera:
  - Kontroler pamięci – układ zajmujący się komunikacją pomiędzy procesorem, a pamięcią RAM. W komputerach osobistych PC kontroler pamięci znajduje się w samym procesorze lub jest częścią mostka północnego.
  - Kontroler dysków lub kontroler macierzy dyskowych – to kontroler zajmujący się komunikacją z urządzeniami pamięci masowych, takimi jak dyski twarde, czy napędy optyczne. W komputerach osobistych PC kontroler dysków najczęściej jest częścią mostka południowego. Występować też może jako osobny chip wlutowany na płycie głównej lub w postaci osobnej karty (zwanej w całości kontrolerem) podłączanej do złącza PCI, PCI Express, itp. W komputerach mobilnych kontrolery dysków występują też w postaci kart PCMCIA i Express Card. Najbardziej znane i najczęściej występujące kontrolery dysków, to kontrolery SATA, ATA/IDE, SCSI, SAS.
  - Kontroler portów – to układ zapewniający komunikację z urządzeniami zewnętrznymi poprzez różnego rodzaju porty, np. USB, Firewire, Centronics, COM. W komputerach osobistych PC kontroler portów najczęściej jest częścią mostka południowego. Występować też może jako osobny chip wlutowany na płycie głównej lub w postaci osobnej karty (zwanej w całości kontrolerem) podłączanej do złącza PCI, PCI Express, itp. W komputerach mobilnych kontrolery portów występują też w postaci kart PCMCIA i Express Card.
- Elementy peryferyjne:
  - Kontroler dysków w postaci karty PCMCIA lub Express Card
  - Kontroler portów w postaci karty PCMCIA lub Express Card

Ze względu na anglojęzyczne pochodzenie słowa kontroler (ang. controller) określenie to jest tożsame również z innymi elementami systemów komputerowych:
- Mikrokontroler – to zintegrowany układ elektroniczny (chip)
- Graphics controller – karta graficzna
- Network controller – karta sieciowa (np. Ethernet)
- Game controller – manipulator używany do sterowania w grach komputerowych, inaczej joystick lub gamepad
- Keyboard controller – układ odpowiedzialny za komunikację z klawiaturą
- MIDI controller – interfejs lub oprogramowanie używane do komunikacji pomiędzy komputerem a instrumentami muzycznymi wyposażonymi w złącze MIDI
- Interrupt controller – kontroler przerwań
- Terminal Access Controller – komputer z którym łączą się komputery-terminale